# Alpha2 Canum Venaticorum variabele

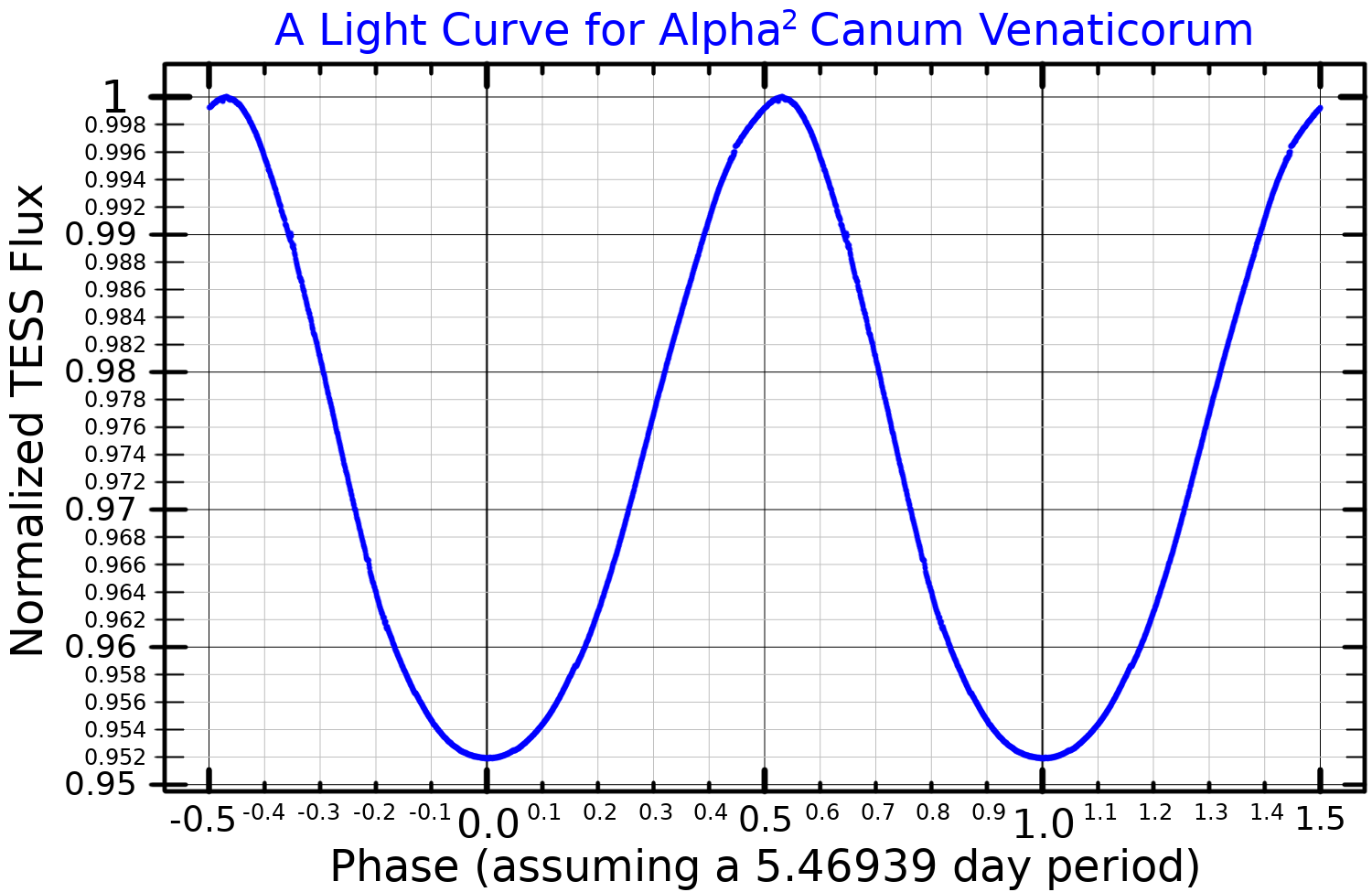
Lichtkromme van Cor Caroli

Een  Alpha2 Canum Venaticorum variabele (of α2 CVn variabele) is een soort veranderlijke ster. Deze sterren zijn chemisch peculiaire hoofdreeks-sterren met spectraalklasse tussen B8p en A7p. Ze hebben sterke magnetische velden en sterke spectraallijnen van silicium, strontium, of chroom in hun spectra. Dit type sterren behoort tot de Ap en Bp sterren.
Hun helderheid varieert 0,01 tot 0,1 magnituden over 0,5 tot 160 dagen. Ook variëren in α2 CVn variabelen de instensiteiten en profielen van hun spectraallijnen, samen met hun magneetvelden. 
De perioden van deze variaties zijn alle gelijk en er wordt gedacht dat dit de rotatieperiode van de ster is. Dit wordt waarschijnlijk veroorzaakt door een inhomogene verdeling van metalen in de atmosfeer van de sterren, zodat hun helderheid niet overal hetzelfde is.
Dit type veranderlijken is vernoemd naar de ster α² Canum Venaticorum, een lid van de dubbelster Cor Caroli in het sterrenbeeld Jachthonden. De helderheid van deze ster varieert met 0,14 magnituden met een periode van 5,47 dagen. De General Catalogue of Variable Stars bevat ongeveer 400 α2 CVn variabelen.

## Voorbeelden
Andere voorbeelden van α2 CVn variabelen zijn:
- Maia
- Alioth
- HD 215441
- V364 Carinae